# 자파르 움란
자파르 움란 살만(Jaffar Omran Salman, 1966년 7월 1일 ~ )은 이라크의 전직 축구 선수로 선수 시절 포지션은 공격수였다.

## 클럽 시절
1985년 알나프트 SC 입단을 통해 프로에 데뷔한 후 1992년까지 7년간 활동했고 이후 1992년 알쿠와 알자위야로 이적하여 1998년까지 활약하며 이라크 스타스 리그 1회 우승(1996-97) 및 3회 준우승(1993-94, 1994-95, 1997-98), 이라크 FA컵 1회 우승(1996-97), 이라크 엘리트컵 3회 우승(1994년, 1996년, 1998년) 및 3회 준우승(1992년, 1993년, 1995년)에 일조한 뒤 현역에서 물러났다.

## 국가대표팀 시절
1988년 이라크 A대표팀에 첫 발탁된 이후 1993년까지 활동했으며 특히 일본과의 1994년 FIFA 월드컵 아시아 지역 최종 예선 마지막 경기에서 1-2로 패색이 짙던 상황에서 경기 종료 불과 10초를 남겨두고 국제 A매치 데뷔골을 극적인 동점골로 장식하며 대한민국 대표팀의 3회 연속이자 통산 4번째 월드컵 본선 진출을 결정짓는 역할을 수행했다.

## 일화
대한민국 대표팀의 3회 연속 본선 진출을 도운 동점골에 대한 보은 차원으로 아시아 미술문화협회가 자파르 움란을 국내로 초청하여 1994년 1월 6일 방한하여 일주일간 체류하였으며 이때 자파르 움란은 K리그에서 뛰고 싶다는 의사를 피력했지만 아쉽게도 K리그 진출은 이뤄지지 못했다.